# Distretto di Aki (Hiroshima)
Il distretto di Aki (安芸郡, Aki-gun?) è uno dei distretti della prefettura di Hiroshima, in Giappone.
Attualmente fanno parte del distretto i comuni di Fuchū, Kaita, Kumano e Saka.
| Controllo di autorità | VIAF (EN) 256572117 · NDL (EN, JA) 00410043 |